# 中铁三局
37°51′34″N 112°32′48″E / 37.85948°N 112.54657°E
中铁三局集团有限公司，注册地位于太原，隶属于中国铁路工程总公司。业务性质为铁路、公路、市政。2017年，公司总资产354.94亿元，净资产53.68亿元，净利润7.12亿元。

## 历史
1952年4月1日，为了适应新建东北林区铁路建设的需要，铁道部在内蒙古自治区牙克石镇组建铁道部库图段铁路工程处，处长吴宗鹏（1909-1969.6.11，湖北鄂州人）。1953年1月，库图段铁路工程处扩建为铁道部新建铁路工程总局第十工程局，局长吴宗鹏。1954年1月，第十工程局改为哈尔滨铁路管理局牙克石工程分局。1955年1月，哈尔滨铁路管理局牙克石工程分局改称为铁道部新建铁路工程总局第七工程局。1955年8月，第七工程局缩编为铁道部新建铁路工程总局东北森林铁路工程处。1956年1月，处址由内蒙古自治区牙克石镇迁入河北省承德市。1958年4月，东北森林铁路工程处改称为铁道部东北铁路工程处。处址设在黑龙江省哈尔滨市。1958年铁路实行工程和运输管理合一的管理体制，1958年12月东北铁路工程处改称为铁道部海拉尔铁路工程局，局长兼党委书记吴宗鹏。1961年1月，海拉尔铁路工程局改设为铁道部东北铁路工程局。1963年局址由海拉尔迁入哈尔滨市。1968年6月1日，铁道部决定按数字序号设置工程局，即将东北铁路工程局改称为铁道部第三工程局，党委书记吴宗鹏。1972年4月，局址由哈尔滨市迁入山西省太原市。2000年11月28日铁道部第三工程局改制为中铁三局集团有限公司，隶属于中国中铁股份有限公司。
2007年1月，中铁三局四公司职工子弟学校划归门头沟区教委并改称三家店铁路中学。2010年，中铁三局集團第一工程有限公司（前铁三局第一工程处）被轉讓予中国中铁航空港建设集团有限公司。

## 架构

### 子公司
- 铁科工程有限公司：由前铁三局第一工程处，与中国铁道科学研究院、铁道第一勘察设计院、兰州铁一院工程处经济咨询公司共同出资组建而成，注册地位于河北省霸州市。
- 第二工程有限公司：前身为铁三局第二工程处，成立于1958年，驻地位于河北省石家庄市。
- 第三工程有限公司：前身为铁三局第三工程处，成立于1952年，驻地位于河南省商丘市。
- 第四工程有限公司：前身为铁三局第四工程处，成立于1953年，驻地位于北京市门头沟区。
- 第五工程有限公司：前身为铁三局第五工程处，成立于1964年，驻地位于山西省晋中市榆次区。
- 第六工程有限公司：前身为铁三局机械筑路工程处，成立于1972年，驻地位于山西榆次。
- 第七工程有限公司：驻地位于陕西省西安市长安区。
- 运输工程有限公司：前身为铁三局运输工程处，成立于1972年，驻地位于山西榆次。
- 电务工程有限公司：前身为铁三局电务工程处，成立于1952年，驻地位于山西榆次。
- 建筑安装工程有限公司：前身为铁三局建筑处，成立于1962年，驻地位于山西省太原市。
- 潞州水泥制造有限公司
- 上海华海工程有限公司
- 北方工程有限公司
- 山西房地产开发工程有限公司
- 北京容源投资管理有限公司

### 分公司
- 线桥工程分公司
- 桥隧工程分公司
- 运输工程分公司
- 海外工程分公司

### 办事（联络处）
- 北京联络处
- 天津办事处
- 呼和浩特办事处
- 哈尔滨办事处
- 驻沪联络处
- 济南办事处
- 郑州办事处
- 杭州办事处
- 南京办事处
- 武汉办事处
- 福州办事处
- 广州办事处
- 荆州办事处
- 海口办事处
- 重庆办事处
- 成都办事处
- 昆明办事处
- 西安办事处
- 兰州办事处
- 乌鲁木齐办事处

### 其他下属单位
- 哈尔滨铁道职业技术学院
- 中铁三局勘测设计研究院
- 郑州铁路技工学校
- 中铁三局培训中心

## 沿革
中铁三局集团成立至今，机构名称几经调整变更：
| 时间           | 名称                 | 上级机构                       | 驻地                 |
| 1952年4月1日   | 库图段铁路工程处     | 铁道部                         | 内蒙古自治区牙克石镇 |
| 1953年1月      | 第十工程局           | 铁道部新建铁路工程总局         | 内蒙古自治区牙克石镇 |
| 1954年1月      | 牙克石工程分局       | 哈尔滨铁路管理局               | 内蒙古自治区牙克石镇 |
| 1955年1月      | 第七工程局           | 铁道部新建铁路工程总局         | 内蒙古自治区牙克石镇 |
| 1955年8月      | 东北森林铁路工程处   | 铁道部新建铁路工程总局         | 内蒙古自治区牙克石镇 |
| 1956年1月      | 东北森林铁路工程处   | 铁道部新建铁路工程总局         | 河北省承德市         |
| 1958年4月      | 东北铁路工程处       | 铁道部                         | 黑龙江省哈尔滨市     |
| 1958年         |                      |                                |                      |
| 1958年12月     | 海拉尔铁路工程局     | 铁道部                         | 内蒙古自治区海拉尔市 |
| 1961年1月      | 东北铁路工程局       | 铁道部                         | 内蒙古自治区海拉尔市 |
| 1963年         | 东北铁路工程局       | 铁道部                         | 黑龙江省哈尔滨市     |
| 1968年6月1日   | 第三工程局           | 铁道部                         | 黑龙江省哈尔滨市     |
| 1972年4月      | 第三工程局           | 铁道部                         | 山西省太原市         |
| 1970年7月      | 第三铁路工程局       | 交通部                         | 山西省太原市         |
| 1975年5月1日   | 第三工程局           | 铁道部                         | 山西省太原市         |
| 1984年11月     | 第三工程公司         | 铁道部                         | 山西省太原市         |
| 1985年9月1日   | 第三工程局           | 铁道部                         | 山西省太原市         |
| 2000年11月28日 | 中铁三局集团有限公司 | 中国铁路工程总公司（中国中铁） | 山西省太原市         |